# Velká Bíteš
Velká Bíteš (deutsch Groß Bittesch, 1940–1945 Heinrichs) ist eine Stadt in Tschechien. Sie liegt 35 Kilometer nordwestlich von Brünn und gehört zum Okres Žďár nad Sázavou.

## Geographie
Velká Bíteš befindet sich im Süden der Böhmisch-Mährischen Höhe im Tal des Baches Bítýška. Nordöstlich erhebt sich die Bítešská horka (491 m) und im Westen der Chocholáč. Südlich der Stadt verläuft die Autobahn D1, dort liegt auch die Abfahrt 162 Velká Bíteš.
Nachbarorte sind Vlkov, Radostínský Mlýn und Březské im Norden, Křižínkov und Křoví im Nordosten, Svatoslav, Radoškov, Otmarov und Přibyslavice im Osten, Janovice und Košíkov im Südosten, Krokočín, Jinošov und Jindřichov im Süden, Jestřabí im Südwesten, Březka, Nové Sady und Krevlický Dvůr im Westen sowie Záblatí und Osová Bítýška im Nordwesten.

## Geschichte

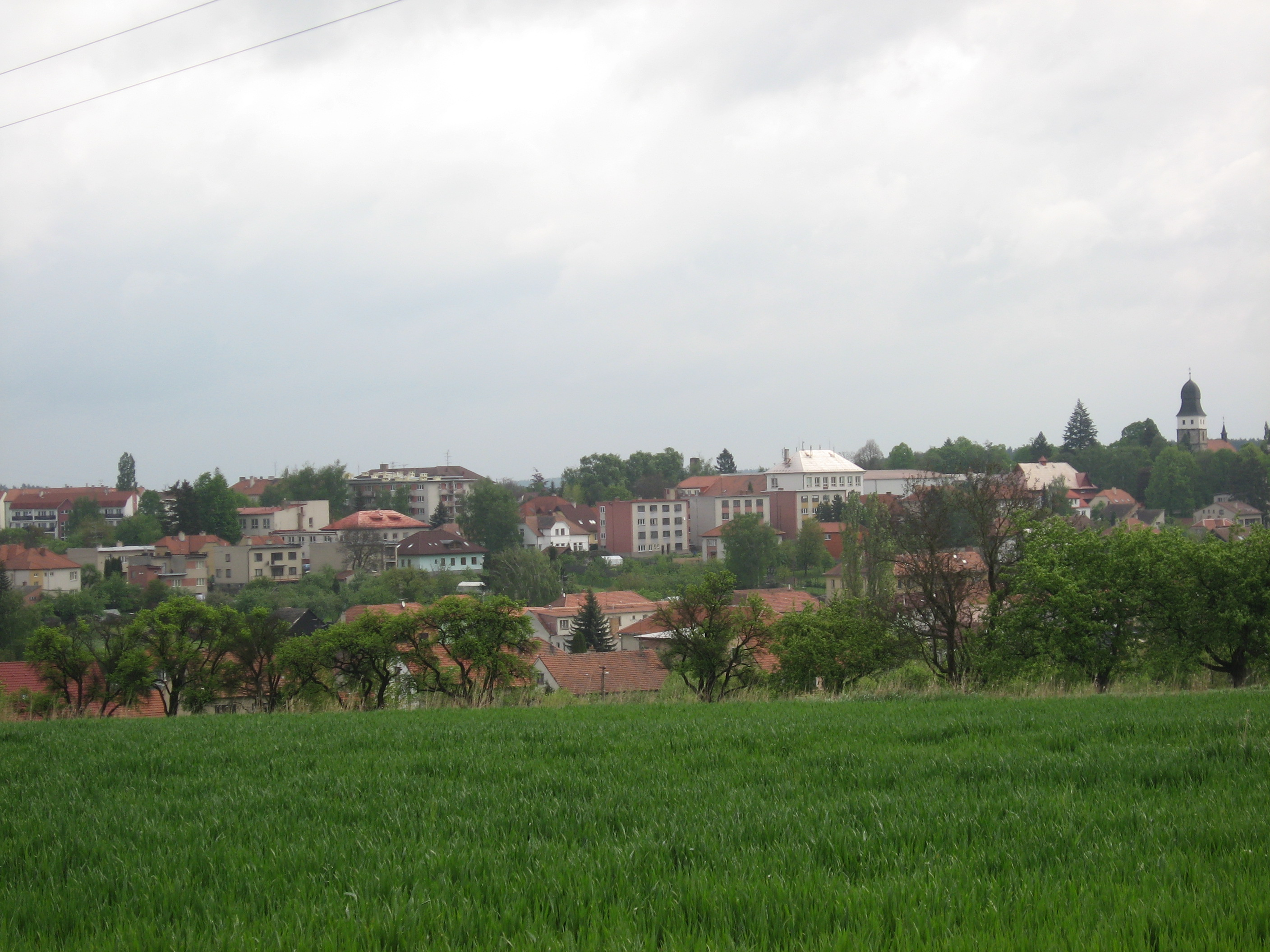
Velká Bíteš

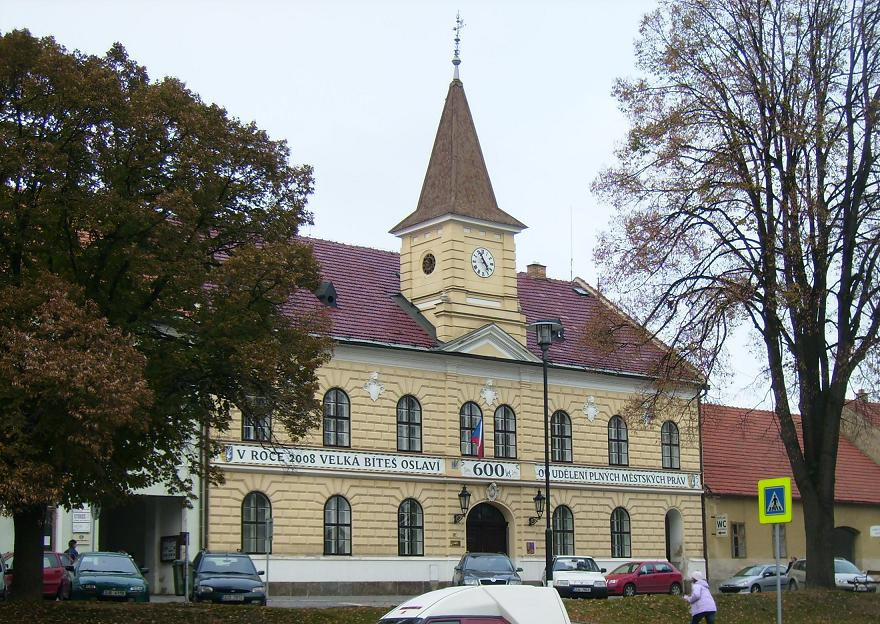
Rathaus

Velká Bíteš wurde wahrscheinlich im 12. Jahrhundert gegründet. Zu Beginn des 13. Jahrhunderts erfolgte unter Markgraf Vladislav Heinrich durch deutsche Siedler der Ausbau der slawischen Ansiedlung zu einer Stadt. Die erste urkundliche Erwähnung von Heynrichs erfolgte im Jahre 1240. Im 14. Jahrhundert wurden Heynrichs die Stadtrechte verliehen. Markgraf Jobst bestätigte diese 1408 gegenüber Lacek von Krawarn, dem Besitzer der Herrschaft Náměšť. Während der Hussitenkriege eroberten 1428 die Taboriten die Stadt, danach erlosch die in Heynrichs errichtete Kommende des Deutschritterordens. 1435 wurde die Stadt erneut von den Hussiten überfallen und zerstört. Ab 1440 erfolgte der Wiederaufbau, dabei siedelten sich vornehmlich Tschechen in der Stadt an. 1480 erwarben die Herren von Lomnitz die Güter. Ihnen folgten 1568 die Zierotiner, unter denen die Stadt ihre Blütezeit erreichte. Während des Dreißigjährigen Krieges setzte 1626 die Rekatholisierung ein. Ab 1629 gehörte Groß Bittesch den Grafen von Verdenberg. Zum Ende des Krieges wurde die Stadt viermal von den Schweden heimgesucht und verödete. 1733 kaufte das holländische Adelsgeschlecht van Enckenvoirt den Besitz. Unter den Grafen von Enkenfurth, wie sie zumeist genannt wurden, brachen Aufstände der Untertanen aus. Zu dieser Zeit setzte der wirtschaftliche Niedergang der Stadt ein, die sich mit dem Umbau des Rathauses stark verschuldet hatte. 1752 ging die Herrschaft an die Grafen Haugwitz über. 1776 wurden große Teile der Stadt durch einen Stadtbrand zerstört. Bis zur Mitte des 19. Jahrhunderts blieb Groß Bittesch Teil der Fideikommissgrafschaft Namiest.
Nach der Aufhebung der Patrimonialherrschaften bildete Velká Byteš/Groß Bittesch ab 1850 eine Stadtgemeinde in der Bezirkshauptmannschaft Velké Meziříčí. Zur Stadt gehörten drei Vorstädte: Janowitz jenseits der Bítýška im Südosten, Lhanitz (Lánice) im Westen vor der Stadtmauer und Rosengasse (Růžová) im Osten vor der Stadtmauer. 1880 hatte die Stadt 2119 Einwohner, davon waren 2078 Tschechen und 78 Deutsche. Im Jahre 1930 waren von den 1761 Einwohnern 1756 Tschechen, der Rest Deutsche. 1949 wurde Velká Bíteš zur Bezirksstadt erhoben. 1950 lebten 1769 Menschen in der Stadt. Zu Beginn des Jahres 1961 wurde der Okres Velká Bíteš aufgelöst und die Stadt dem Okres Žďár nad Sázavou zugeordnet. 1991 hatte die Stadt 3854 Einwohner.

## Ortsgliederung
Die Stadt Velká Bíteš besteht aus den Ortsteilen Bezděkov (Enkenfurt), Březka (Brzeska), Holubí Zhoř (Zhorz Holuby), Jáchymov (Joachimow), Janovice (Janowitz), Jestřabí (Jestrabitz), Jindřichov (Heinrichsdorf), Košíkov (Koschkow), Ludvíkov (Ludwigsdorf), Pánov (Panow) und Velká Bíteš (Groß Bittesch).
Grundsiedlungseinheiten sind Bezděkov, Březka, Holubí Zhoř, Jáchymov, Jestřabí, Jihlavská, Jindřichov, Ke Krevlicům, Košíkov, Ludvíkov, Pánov, Psí hora, Radostíny, U dálnice, Velká Bíteš-historické jádro, Za Hadrem, Za školou und Za uličkami.
Das Gemeindegebiet gliedert sich in die Katastralbezirke Bezděkov u Velké Bíteše, Březka u Velké Bíteše, Holubí Zhoř, Jestřabí u Velké Bíteše, Jindřichov u Velké Bíteše, Košíkov, Ludvíkov u Velké Bíteše, Pánov und Velká Bíteš.

## Städtepartnerschaften
- Hanušovce nad Topľou, Slowakei
- Torrevecchia Pia, Italien

## Sehenswürdigkeiten

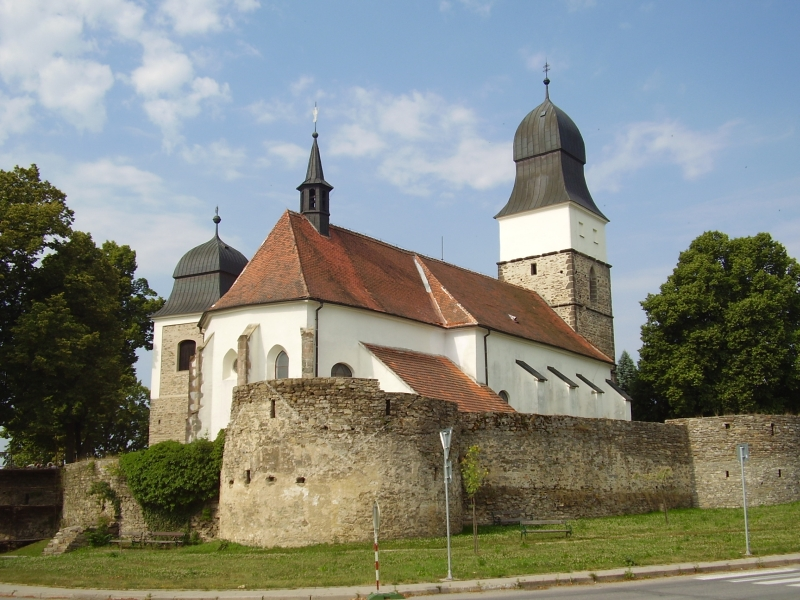
Wehrkirche Johannes des Täufers

- Stadtzentrum mit Befestigungsanlagen aus dem 15. Jahrhundert, seit 1991 städtisches Denkmalschutzgebiet
- Wehrkirche Johannes des Täufers, die im spätromanischen Stil errichtete Kirche wurde im 15. Jahrhundert mit Befestigungsanlagen umgeben. 1771 wurde um die Kirche ein Friedhof angelegt.
- Rathaus, der Bau ist seit dem 15. Jahrhundert nachweisbar. Im Keller des Rathauses befand sich die Peinliche Gerichtsbarkeit
- Bethaus der Böhmischen Brüder, das aus dem 16. Jahrhundert stammende Gebäude beherbergt heute das Stadtmuseum
- Marktplatz mit zwei, im Jahre 1849 errichteten, Brunnen
- Statue des hl. Johannes von Nepomuk, auf dem Markt, geschaffen 1714
- Denkmal für T.G. Masaryk, auf dem Markt
- Naturdenkmal Zhořská mokřina, Sumpfwiesen im Wald nördlich von Zálesná Zhoř
- Naturdenkmal Olšoveček, südlich von Jindřichov, zwei Weiher mit geschützten Tierarten

## Persönlichkeiten
- Vojtěch Řepa (* 2000), Radrennfahrer